# Bettioua
Bettioua är en ort i Algeriet.   Den ligger i provinsen Oran, i den norra delen av landet, 300 km väster om huvudstaden Alger. Bettioua ligger 45 meter över havet och antalet invånare är 18 215.
Terrängen runt Bettioua är platt. Havet är nära Bettioua åt nordost.Runt Bettioua är det tätbefolkat, med 636 invånare per kvadratkilometer. Närmaste större samhälle är Arzew, 7,3 km nordväst om Bettioua. Trakten runt Bettioua består i huvudsak av gräsmarker.